# Чорногірський покрив
Чорногі́рський по́крив — геологічна структура в Українських Карпатах, у південно-східній частині Карпатської покривно-складчастої споруди. Займає межиріччя Тиси і Сучави. 
Складений верхньокрейдовим флішем. Тут виділяють 2 підзони: фронтальну Скупінську, насунуту на Кросненську зону з амплітудою 20—30 км, і Шипітську (Говерлянську) у вигляді численних дрібних скиб, де переважають чорні аргіліти з прошарками склуватих пісковиків. У рельєфі Чорногірський покрив відповідає гірському масиву Чорногора.